# 浜西鉄雄
浜西 鉄雄（濱西 鐵雄、はまにし てつお、1926年3月2日 - 1987年11月21日）は、日本の政治家、衆議院議員（2期）。

## 略歴
山口県下関市生まれ。1940年、王司尋常高等小学校卒業。1943年、多々良航空製作所長府工場に勤務しながら2年後、同製作所附属青年学校卒業。その後すぐに、神戸製鋼所長府工場に動員される。1948年、神戸製鋼所を退職し長府郵便局勤務。1958年、日本社会党入党。全逓信従業員組合中国地方本部副執行委員長を経て、1973年、郵政省退職。1975年、国際郵便電信電話労連世界大会代議員として、ヨーロッパ各国を研修歴訪。1980年の第12回参議院議員通常選挙山口県選挙区で、日本社会党で立候補したが、自由民主党公認候補の江島淳に敗れ、落選。1983年の第37回衆議院議員総選挙山口1区で、枝村要作（元日本社会党衆議院議員・衆議院議員5期）の後継者として、日本社会党で、立候補し初当選。以後2期務める。
衆議院議員在任中の1987年11月21日、東京都港区の東京慈恵会医科大学附属病院で死去した。61歳没。同月27日、特旨を以て位記を追賜され、死没日付をもって従五位勲三等に叙され、瑞宝章を追贈された。追悼演説は翌1988年1月28日の衆議院本会議で、田中龍夫により行われた。